# Sølyst
Sølyst ist eine Insel in der Nordsee vor der norwegischen Stadt Stavanger in der Provinz Rogaland. 
Sie liegt nordöstlich des Hafens Vågen im Norden der Stadt. Unmittelbar südlich liegt die Insel Grasholmen, nördlich Engøy. Westlich sind ihr die kleinen Schäreninseln Plentingen und Natvigs Minde vorgelagert. 
Vom südlich gelegenen Stadtzentrum her führt die 1978 fertiggestellte Stavanger bybru über Grasholmen hinweg nach Sølyst. Die Straßenverbindung führt nahe dem östlichen Ende der Insel weiter nach Norden, um dann mit der Engøybrua den Engøysundet zur Insel Engøy zu überbrücken. Eine kleine Brücke verbindet außerdem Sølyst direkt mit Grasholmen.
Sølyst erstreckt sich von Südwesten nach Nordosten über etwa 650 Meter bei einer Breite von bis zu ungefähr 300 Metern. Sie erreicht eine Höhe von 29,5 Metern und ist in Teilen bewaldet. Das südliche Ufer der Insel wird von einer großen Marina dominiert.
Ab 1925 betrieb die Schifffahrtsgesellschaft Det Stavangerske Dampskibsselskab auf der Nordseite der Insel ein Kohlenlager.
2017 wurde die Insel im Rahmen eines Kulturprojekts Standort für diverse Kunstwerke im öffentlichen Raum.